# Natan Rachlin

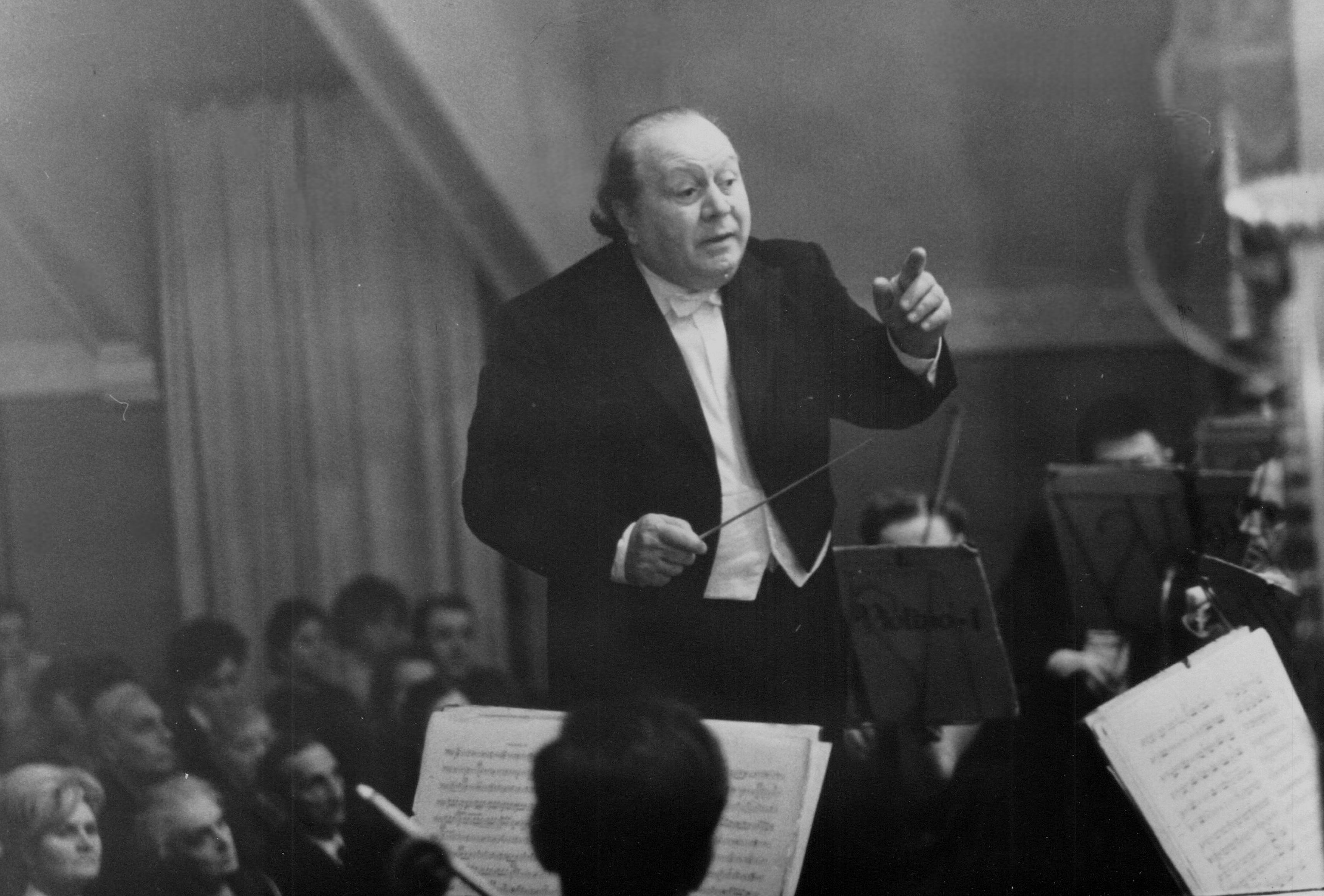
Natan Rachlin

Natan Hryhorowytsch Rachlin (ukrainisch Натан Григорович Рахлін bzw. russisch Натан Григорьевич Рахлин / Natan Grigorjewitsch Rachlin; * 28. Dezember 1905jul. / 10. Januar 1906greg. in Snowsk bei Tschernigow; † 28. Juni 1979 in Kasan) war ein ukrainischer Dirigent.
Rachlin studierte zunächst am Konservatorium von Kiew Trompete und Violine sowie am Musik- und Theaterinstitut Dirigieren u. a. bei Walerian Bierdiajew. In Leningrad studierte er dann Orchesterleitung bei Maximilian Steinberg. Von 1937 bis 1941 sowie von 1946 bis 1962 leitete er das Ukrainische Staatsorchester, dazwischen von 1941 bis 1945 das Staatliche Sinfonieorchester der UdSSR. 1966 wurde er Chefdirigent des Staatlichen Sinfonieorchesters der TASSR in Kasan.
1957 leitete er die Uraufführung der 11. Sinfonie von Dmitri Schostakowitsch. Es gehört zu Rachlins Tragik, dass er zu den herausragenden sowjetischen Dirigenten seiner Zeit gehörte, aber dennoch niemals eine wirklich bedeutende Aufgabe erhielt.